# Alchemilla crassicaulis
Alchemilla crassicaulis är en rosväxtart som beskrevs av Sergei Vasilievich Juzepczuk. Alchemilla crassicaulis ingår i släktet daggkåpor, och familjen rosväxter. Inga underarter finns listade i Catalogue of Life.